# Frank Saker
Frank Warren Saker (* 10. August 1907 in Toronto; † 6. April 1980 ebenda) war ein kanadischer Kanute.

## Erfolge
Frank Saker, der Mitglied im Balmy Beach Canoe Club war, nahm an den Olympischen Spielen 1936 in Berlin teil. Auf der Regattastrecke Berlin-Grünau startete er dabei gemeinsam mit Harvey Charters im Zweier-Canadier. Die beiden hatten sich mit dem Gewinn der kanadischen Meisterschaften 1935 für die Spiele qualifiziert. Ihr erster olympischer Wettkampf war das Rennen über die 10.000-Meter-Distanz, das sie mit einer Laufzeit von 51:15,8 Minuten auf dem zweiten Platz hinter den Tschechoslowaken Václav Mottl und Zdeněk Škrland und vor dem österreichischen Duo Rupert Weinstabl und Karl Proisl beendeten und so die Silbermedaillen gewannen. Tags darauf starteten Saker und Charters auch über die 1000-Meter-Distanz. Wieder wurde ein tschechoslowakisches Team Olympiasieger, bestehend aus Jan Brzák-Felix und Vladimír Syrovátka, das sich im Duell um den ersten Rang gegen die zeitgleichen Österreicher Weinstabl und Proisl durchsetzte. Saker und Charters erreichten 2,9 Sekunden später das Ziel, womit sie das aus fünf Booten bestehende Teilnehmerfeld auf dem dritten Platz abschlossen und sich die Bronzemedaille sicherten.
Kurz nach den Spielen beendete Saker seine Karriere als Kanute. Beruflich war er für die Dominion Bridge Company tätig, die auf den Bau von Stahlbrücken spezialisiert war.